# 西尔维奥·霍塔
西尔维奥·霍塔（英語：Silvio Horta；1974年8月14日—2020年1月7日）是一名美国编剧兼电视制作人。他最著名的作品是于ABC电视网播出的电视剧《丑女贝蒂》，这是霍塔改编自哥伦比亚电视小说戏剧《我叫贝蒂，丑女贝蒂》；西尔维奥·霍塔也是这部剧集里的编剧主任兼执行制作。

## 早年生涯
西尔维奥·霍塔是古巴裔美国人，出生于佛罗里达州的迈阿密，他在高中时代就是受欢迎你的表演者和剧作者。西尔维奥·霍塔就读于珊瑚墙高级中学，并在这里参加了国际学士学位戏院（International Baccalaureate Theater）和实验戏院（Experimental Theater）两个项目。1992年毕业后，他升入纽约大学帝诗艺术学院就读，主修电影专业。
西尔维奥·霍塔是一名公开的男同性恋者，他在19岁时便向他的家庭出柜了。

## 职业履历
西尔维奥·霍塔撰写了许多还未来得及正式拍摄的剧本，这其中就包括《公平交易》（Even Exchange）和《复仇女神》（The Furies）；其中《复仇女神》的剧本是和《整容室》创作者萊恩·墨菲一起完成的。在《丑女贝蒂》之前，霍塔在1998年制作了热门青少年讽刺电影《下一个就是你》。而在这部电影之前，他从事着香水喷雾器的工作。
在拍摄《丑女贝蒂》之前，西尔维奥·霍塔还是两部科幻电视剧《纪事报》和《变种特工》的编剧兼执行制作。其中，出演过《变种特工》的演员克里斯托弗·高哈姆后来也出演了《丑女贝蒂》。2007年，《丑女贝蒂》拿下金球奖最佳喜剧与音乐剧奖，霍塔在领奖时说道：“就像我们大多数人一样，贝蒂也是一个移民。美国梦依然还在，任何想要得到她的人都可以实现这个愿望！”
西尔维奥·霍塔开设了一家名为“静默H制作（Silent H Productions）”的公司。公司名取自一个玩笑，嘲讽很多人在读霍塔的姓氏大多没有发“H”的音。

## 死讯公开
2020年1月7日，西尔维奥·霍塔被人发现死于迈阿密的一家旅店里。 根据《综艺》的报道，霍塔死因是由于枪伤。 在一份声明里，霍塔的家人宣称霍塔罹患抑郁症并有药物成瘾问题。

## 影视作品

### 电影
| 年代   | 电影名        | 发行公司         | 职务 | 备注                                                         |
| ------ | ------------- | ---------------- | ---- | ------------------------------------------------------------ |
| 2012年 | 恐怖大电影    | 不適用           | 编剧 | 电影短片。由埃弗雷姆·亚当斯（Effrem J. Adams）执导                          |
| 2000年 | 下一个就是你2 | 哥伦比亚电影公司 | 编剧 | 约翰·奥特曼执导。《下一个就是你》的续集电影。                |
| 1999年 | 复仇女神      | 不適用           | 编剧 | 电影短片。                                                   |
| 1998年 | 下一个就是你  | 三星电影公司     | 编剧 | 杰米·布兰克斯执导。西尔维奥·霍塔以未署名形式饰演一名大学生。 |

### 电视剧
| 年代           | 电视剧名             | 首播频道     | 职务            | 备注                                       |
| -------------- | -------------------- | ------------ | --------------- | ------------------------------------------ |
| 2015年         | 富恩特斯家女人的诅咒 | NBC电视网    | 编剧 / 制作人   | 电视电影。由杰森·恩斯勒执导。              |
| 2006年－2010年 | 丑女贝蒂             | ABC电视网    | 编剧 / 执行制作 | 同时担任本电视剧的开创者（Creator）与开发者（Developer）。 |
| 2003年－2004年 | 变种特工             | UPN电视网    | 编剧 / 执行制作 |                                            |
| 2001年－2002年 | 纪事报               | Sci-Fi电视网 | 编剧 / 执行制作 |                                            |

## 奖项荣誉
| 年代   | 奖项                   | 被提名门类                             | 结果 | 备注   |
| ------ | ---------------------- | -------------------------------------- | ---- | ------ |
| 2008年 | 美国拉丁裔媒体艺术奖   | 电视系列剧类最佳编剧                   | 提名 | [ 10 ] |
| 2008年 | 有色人种进步协会形象奖 | 系列喜剧类最佳编剧                     | 提名 | [ 10 ] |
| 2008年 | 美国制片人工会奖       | 剧情及喜剧类连续剧最佳制作人           | 提名 | [ 10 ] |
| 2007年 | 黄金时段艾美奖         | 最佳系列喜剧                           | 提名 | [ 10 ] |
| 2007年 | 美国拉丁裔媒体艺术奖   | 最佳剧情电视剧、迷你剧及电视电影类编剧 | 獲獎 | [ 10 ] |
| 2007年 | 金德比奖               | 年度喜剧剧集                           | 提名 | [ 10 ] |
| 2007年 | 有色人种进步协会形象奖 | 系列喜剧类最佳编剧                     | 獲獎 | [ 10 ] |
| 2007年 | 美国编剧工会奖         | 最佳新晋剧集                           | 獲獎 | [ 10 ] |